# La Chapelle-du-Bourgay
La Chapelle-du-Bourgay je francouzská obec v departementu Seine-Maritime v regionu Normandie. Žije zde 109 obyvatel.

## Poloha obce

### Sousední obce
| Růžice kompasu |             | Le Bois-Robert         | Saint-Germain-d'Étables | Růžice kompasu |
| Růžice kompasu | La Chaussée | Sever                  | Torcy-le-Petit          | Růžice kompasu |
| Růžice kompasu | La Chaussée | La Chapelle-du-Bourgay | Torcy-le-Petit          | Růžice kompasu |
| Růžice kompasu | La Chaussée | Jih                    | Torcy-le-Petit          | Růžice kompasu |
| Růžice kompasu | Sainte-Foy  |                        |                         | Růžice kompasu |